# Дисавтономия
Дисавтономията е разстройство на вегетативната нервна система.
Има различни прояви и понятието е доста обширно, затова дисавтономията се разделя на няколко типа, измежду които синдром на постурална ортостатична тахикардия, ортостатична хипотония, постпрандиална хипотония и остра панавтономна невропатия.
Може да възникне вследствие на лаймска болест, ботулизъм, диабет, болест на Паркинсон, COVID-19 и други.